# Trans-Mediterranean Renewable Energy Cooperation

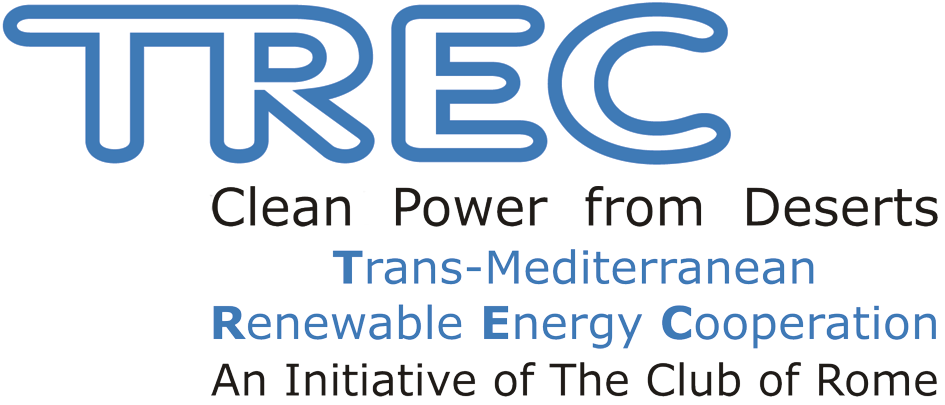
Logo officiel de la TREC

La Coopération transméditerranéenne pour l'énergie renouvelable (TREC pour Transmediterranean Renewable Energy Cooperation) est une initiative du Club de Rome, de la Fondation hambourgeoise de la protection du climat et du National Energy Research Center of Jordan (NERC). Depuis sa fondation, en septembre 2003, elle travaille sur le concept « DESERTEC » pour évaluer une sécurité de l’énergie, de l’eau et du climat en Europe (EU), au Moyen-Orient (ME) et en Afrique du Nord (NA) (EU-MENA) en promouvant la coopération entre les pays de la « ceinture solaire » et de la « ceinture technologique ». Actuellement la TREC est en train de réaliser ce concept en coopération avec des représentants du monde politique, industriel et financier.
Le noyau dur de la TREC est un réseau international de scientifiques, d'hommes politiques et d’experts dans le domaine des énergies renouvelables et de leurs développements. Les membres de la TREC (environ 50 y compris Son Altesse Royale le Prince Hassan bin Talal de Jordanie) sont en contacts réguliers avec des gouvernements et des investisseurs privés, cherchant à mettre en valeur les bénéfices potentiels de cette coopération sur les énergies solaire et éolienne, sur le développement des concepts et sur les projets spécifiques à promouvoir dans ce secteur.

## Deux rapports du DLR

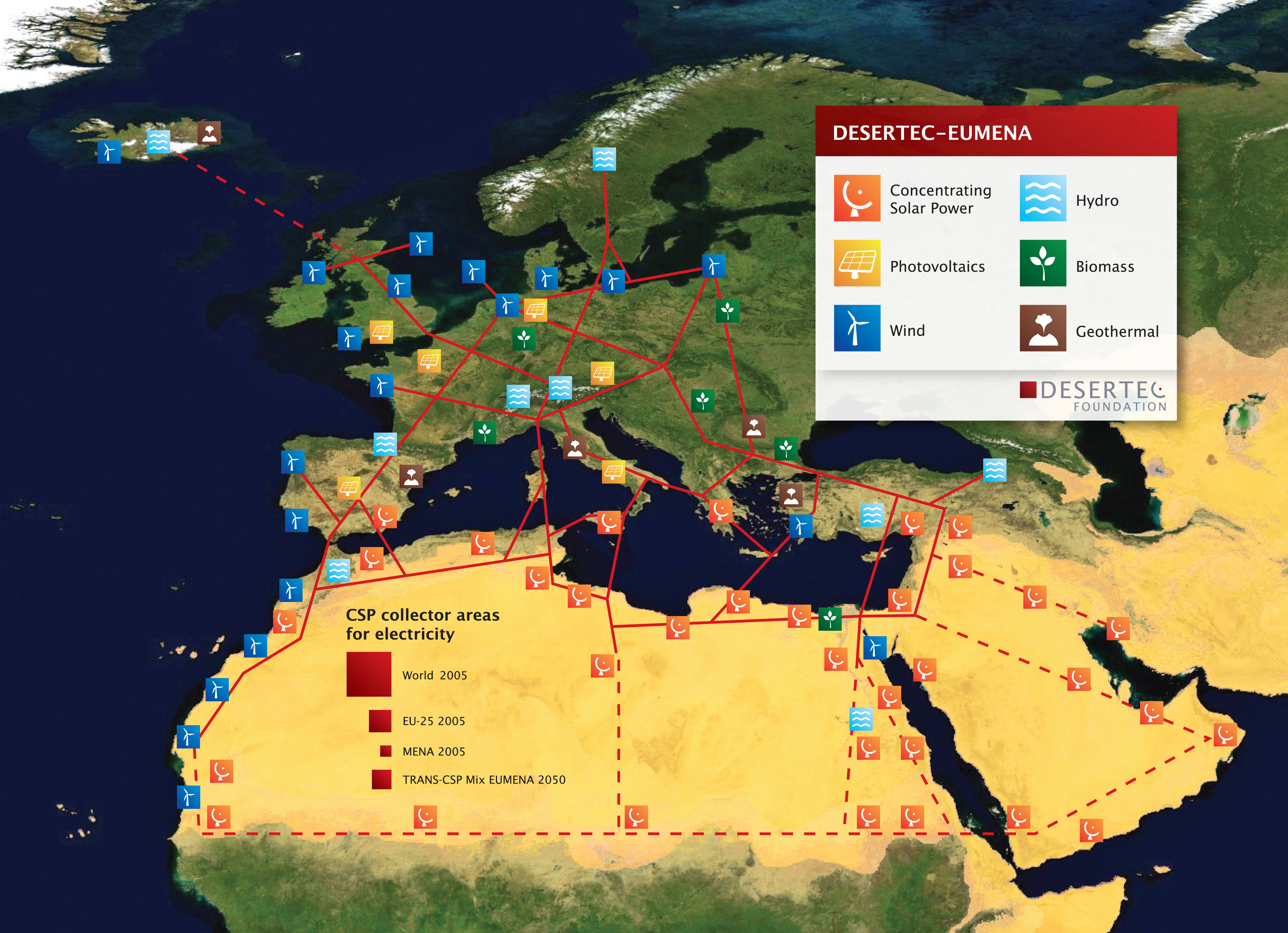
Euro-Supergrid ayant une EU-MENA-Connection: Schéma d’une infrastructure possible pour un approvisionnement durable de puissance à l’EU-MENA.

La TREC a été fondée dans le but de fournir de l’« énergie propre » pour l’Europe et pour la « ceinture solaire » d’une façon rapide et économique à travers une coopération entre les pays de l’EU-MENA. L’énergie, venant des déserts, complémentaire aux sources d’énergies renouvelables européennes pourra accélérer le processus de ralentissement des émissions de CO2 et également aider à accroître la sécurité d’approvisionnement Européen en énergie. En même temps elle pourra créer des emplois, de l’eau potable et une infrastructure améliorée pour la population du MENA,.
La TREC est intervenue dans la réalisation de deux études qui ont permis d’évaluer le potentiel des énergies renouvelables dans le MENA, les besoins en eau et en puissance électrique que l’on peut attendre dans l’EU-MENA de nos jours à 2050, ainsi que la faisabilité d’un réseau intercontinental pour le transport d’électricité qui connecte l’UE (EU) à MENA (une EU-MENA-Connection). Ces deux études ont été financées par le ministère fédéral allemand de l’Environnement, de la Protection de la Nature et de la Sécurité Nucléaire (BMU) et celles-ci ont été réalisées par le Centre aéronautique et spatial allemand (DLR). Les rapports  ‘MED-CSP’ et ‘TRANS-CSP’ ont été achevés en 2005 et en 2006. Un rapport ‘AQUA-CSP’ à propos du dessalement solaire a été achevé à la fin de l'année 2007.

## Le concept «DESERTEC»

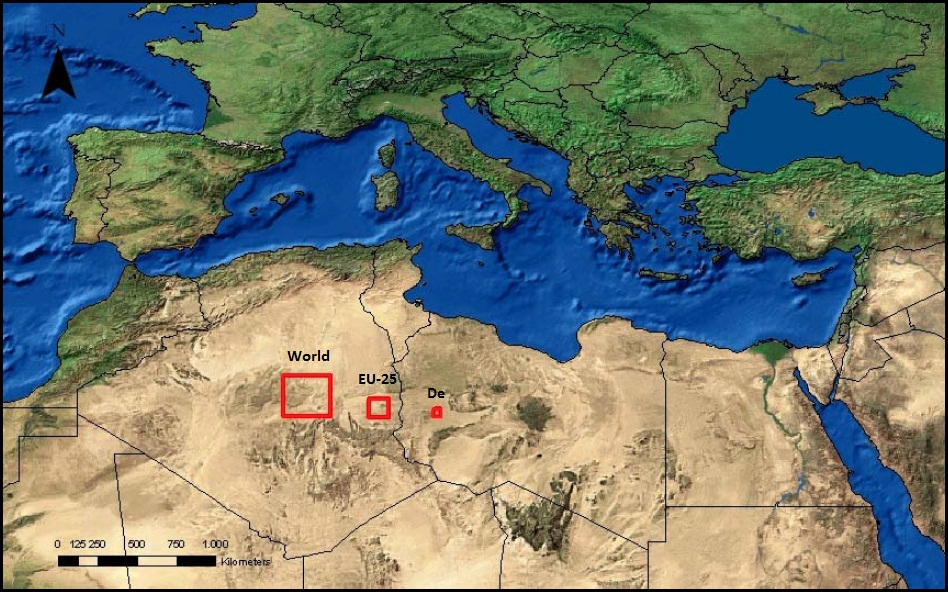
À titre d’illustration: Aires de l’ampleur indiquées par les carrés rouges qui pourraient suffire aux centrales thermiques solaires pour générer autant d’électricité qu’il n’en est consommé respectivement par le monde, par l’Europe (UE-25) et par l’Allemagne aujourd’hui. (Données fournies par le Centre aéronautique et spatial allemand (DLR), 2005)

À partir d’études satellites exécutées par le Centre aéronautique et spatial (DLR) il a démontré qu’en occupant moins de 0,3 % de la surface entière désertique de la région MENA, des centrales thermiques solaires pourront produire assez d’électricité et d’eau douce pour satisfaire aux demandes actuelles de l’EU-MENA, et aux augmentations des demandes que l’on attend dans le futur. L’utilisation des vents au Maroc et sur terre autour de la mer Rouge générerait des approvisionnements additionnels d’électricité. Les puissances solaire et éolienne pourront être distribuées en MENA et être transportées par des lignes de courant continu de haute tension (CCHT) à l’Europe en subissant des pertes de transmission totales qui n’excéderont pas les 10-15 %. Le Club de Rome et la TREC soutiennent tous les deux le concept « DESERTEC » : porter la technologie et les déserts au service de la sécurité de l’énergie, de l’eau et du climat,. Des pays tels que l’Algérie, l’Égypte, la Jordanie, la Libye, le Maroc et la Tunisie ont déjà montré un intérêt à cette sorte de coopération.

### La technologie

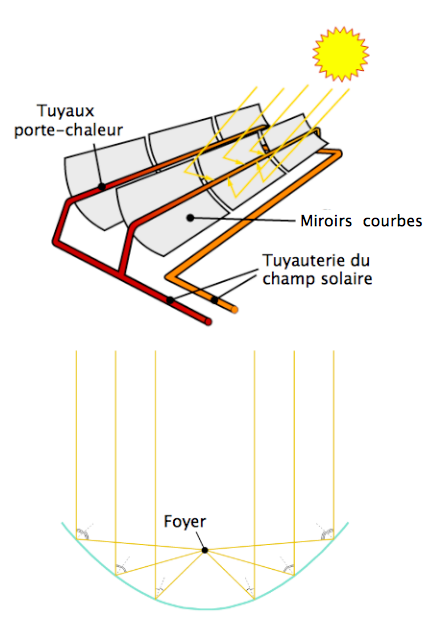
Schéma d’un capteur à auge parabolique. (Une alternative simplifiée au lieu d’un concentrateur à auge parabolique est le réflecteur sous forme d’un miroir- Fresnel linéaire)

La meilleure technologie pour fournir une sûre performance d’électricité est celle des centrales thermiques solaires (appelées aussi Concentrating Solar Power, CSP). Elles utilisent des miroirs pour concentrer la lumière du soleil et elles créent de la chaleur qui est utilisée afin de générer de la vapeur pour actionner des turbines à vapeur et des générateurs d’électricité. L’excès de chaleur des capteurs complémentaires peut être stocké dans des citernes contenant un sel fondu qui est alors utilisé pour actionner les turbines à vapeur pendant la nuit ou quand une pointe de consommation se produit. Afin de garantir un service ininterrompu pendant des périodes nuageuses ou de mauvais temps (sans qu’il faille tenir prêtes des chères centrales d’électricité d’appui), les turbines pourront être actionnées par du pétrole, du gaz ou des combustibles de biomasse. La chaleur résiduelle du processus à générer de l’électricité pourra être utilisée (en cogénération) pour le dessalement de l’eau de mer et pour la génération du refroidissement thermique- étant des sous-produits qui peuvent être un bénéfice important pour la population locale,,,
En appliquant des lignes de transmission de Courant Continu à Haute Tension (CCHT) les pertes de puissance pendant la transmission pourront être limitées à environ 3 % par 1 000 km. L’irradiation solaire dans les déserts du MENA permet d'atteindre jusqu'à 3 000 kWh/m²/an en Afrique du Nord (mesurée en 2002 à 23° de latitude), contre moins de 2 000 kWh/m²/an pour les pays méditerranéens, et 700kWh/m²/an pour les pays de l'Europe centrale. Cette différence permet de compenser largement les pertes de transmission estimées à 10-15 % entre le MENA et l’Europe. Cela veut dire que les centrales thermiques solaires dans les déserts du MENA sont plus économiques que les centrales similaires en Europe du Sud,.

### Sécurité d’approvisionnement

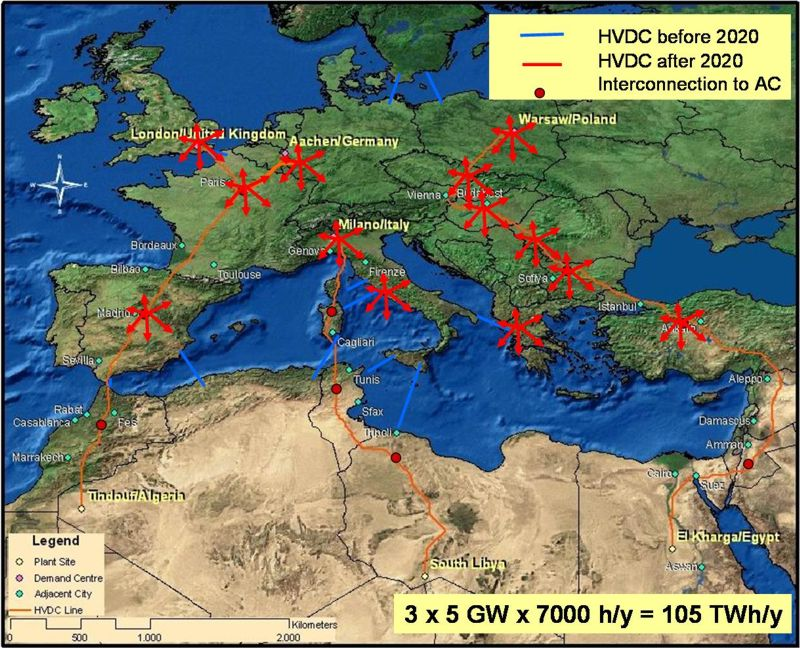
EU-MENA-Connection: lignes de transmission CCHT existantes et projetées avant 2020 (bleu) et trois tracés recherchés par le DLR (orange).

Vers 2050 entre 10 et 25 % d’électricité pour l’Europe pourra être l’énergie propre qui est importée des déserts ensoleillés. Dans le scénario TRANS-CSP les énergies renouvelables comprennent environ 65 % d’approvisionnements de l’intérieur, les importations solaires du MENA étant 17 %. Chaque réseau électrique raisonnable à capacités suffisantes en réserve (TRANS-CSP approximativement 25 %) pour compenser le dérangement des lignes à haute tension ou des centrales électriques. Une dépendance trop large d’un seul pays et de quelques centrales électriques peut être évitée en diversifiant les diverses sources d’énergie renouvelable, comme illustrée dans le schéma d’une infrastructure montrant une multitude de centrales thermiques solaires et de fermes éoliennes dans de nombreux pays. De même, l’utilisation de plusieurs différentes lignes de transmission CCHT à l’Europe et une large série de différents propriétaires de facilités (publics ainsi que privés) aidera à accroître la sécurité de l’approvisionnement,.
Les importations de combustibles tels que l’uranium, le gaz et le pétrole sont considérées comme politiquement risquées parce que les réserves mondiales diminuent inexorablement et les réserves connues ne sont trouvées qu’en peu de pays. Ceci mènera à des prix plus élevés, à des dépendances politiques et à des limites en approvisionnements. Par contraste, l'énergie solaire est immense, inexhaustible et disponible en beaucoup de pays. Et au fur et à mesure que les volumes s’accroissent, les prix baisseront et les technologies s’amélioreront. Une demande accrue de la part de l’Europe mènera à une croissance économique pour les pays du MENA. À son tour celle-ci pourra aider à faire progresser la stabilité politique et à améliorer l’entente entre l’Europe et le MENA. Le trafic international d’énergie renouvelable aura tendance à augmenter le nombre de sources disponibles pas chères et devra aider à consolider la coopération internationale. Des nouveaux emplois dans la région de MENA seraient créés pendant la phase de construction, dans le maintien des centrales solaires, et dans la génération d’électricité et d’eau pour la population locale. Il y aura également la possibilité de générer de l’hydrogène en utilisant des approvisionnements pas chers et inépuisables de l’énergie solaire, celui-ci étant un substitut éventuel apte à remplacer les combustibles fossiles pour le secteur automobile. La demande en biomasse étant décroissante pour générer de l’électricité on pourra l’utiliser plus utilement dans le secteur automobile,,,.

### Faisabilité

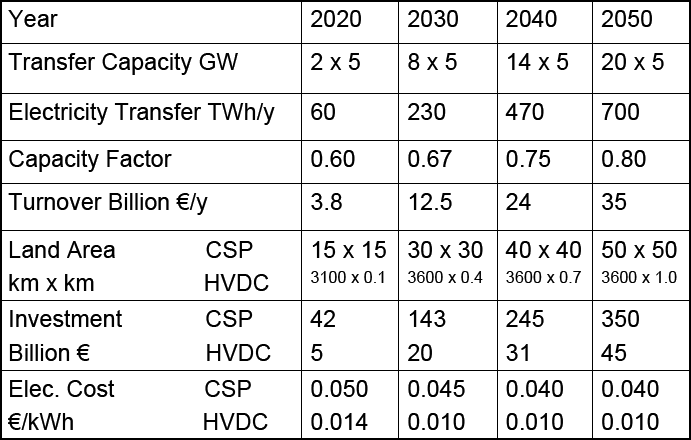
Capacité, Coûts & Espace:
Développement de la EU-MENA-Connection (marquée par ‘HVDC’) et Concentrating Solar Thermal Power (CSP) entre 2020 et 2050 conforme au scénario de la TRANS-CSP

Les technologies nécessaires pour réaliser le concept- DESERTEC existent déjà et sont utilisées depuis de nombreuses décennies. Des lignes électriques de transmission CCHT d’une capacité de 3 GW ont été utilisées sur des longues distances par ABB,Siemens et Areva pendant de nombreuses années. En juillet 2007 Siemens acceptait une offre impliquant la construction d’un Système- CCHT de 5 GW en Chine. Au « World Energy Dialogue 2006 » à Hanovre, Allemagne, des conférenciers des compagnies l’une comme l’autre précédemment mentionnés, ont confirmé que la réalisation d’un Euro-Supergrid et une EU-MENA-Connection est entièrement faisable au point de vue technique.
Depuis 1985 des centrales thermiques solaires à Kramer Junction en Californie fonctionnent commercialement. Des nouvelles centrales ayant une capacité totale de plus de 2 000 MW sont projetées, ou bien sont en construction, ou bien déjà en fonction Le DLR a calculé que, si des centrales étaient construites en grands nombres dans les années à venir, les coûts estimés pourraient baisser de 23 centimes d’euro le kWh aujourd'hui à d’environ 5 à 7 centimes d’euro le kWh en 2030,,.  Aujourd'hui, le kWh des centrales solaires thermique bénéficie d'un tarif de rachat à 27 centimes en Espagne et le coût du kWh issus des centrales solaires du Sahara est estimé à 16 centimes par Gregor Czisch. Les scénarios les plus optimistes tablent sur un kWh solaire thermique à 10 centimes en 2020.
Pour établir vers 2050 en MENA une capacité de 100 GW de puissance solaire exportable en sus des besoins à l’intérieur des pays de la ceinture solaire, seulement quelques mesures gouvernementales appuyant suffiraient à rendre la construction des centrales solaires et du réseau de transmission nécessaire, plus attrayante pour les investisseurs, privés ainsi que publics,.

## Mesures pour réaliser le concept «DÉSERTEC»
De nouvelles centrales thermiques solaires ont été construites en Espagne et aux États-Unis (l’Andasol 1 et 2, Solar Tres, PS 10, Nevada Solar One). Des projets sont en progrès en Algérie, en Egypte, en Maroc et plus de centrales ont été projetées en Jordanie et en Libye. Le Maroc a réalisé une loi – feed- in pour appuyer les renouvelables (le vent en particulier). Et en UE on s’a été mis à discuter sur la construction d’un réseau- super- CCHT à travers l’Europe (un Euro-Supergrid) et on est en train de former des projets de fermes éoliennes- offshore.
Afin de pousser la construction de centrales thermiques solaires et de turbines éoliennes en MENA, l’UE devrait donner un soutien à une campagne pour renseigner les gouvernements du MENA qu’aujourd’hui déjà, ces dispositifs, considérés sur leur durées de vie et comparées aux centrales à pétrole ou à gaz, sont les alternatives plus favorables. Ceci réduirait l’utilisation intérieure de combustibles fossiles (qui vont coûter toujours plus cher) et en même temps rendrait possible pour les pays de la ceinture solaire la production de l’énergie propre de leurs déserts à usage local et à l’exportation.
Bien que dans les pays du MENA les centrales thermiques solaires fonctionnent déjà économiquement, plus de réductions de coûts seront nécessaires à rendre la CSP à une option d’exportation profitable à partir du MENA. Une croissance de la construction de ces centrales et un soutien pour l’Euro-Supergrid avec une EU-MENA-Connection aidera à baisser les coûts sur la période jusqu’à 2020. Pour atteindre ce but il serait serviable que l’UE donnait avis et soutien à propos de l’introduction possible de règlements- feed- in dans les pays du MENA conforme aux lois d’énergie renouvelable allemandes et espagnoles. Des garanties internationales aux contrats feed-in locaux ou des traités d’approvisionnement d’énergie pourraient aider à pousser la construction des centrales solaires et des turbines éoliennes.
On se trouve devant une très forte urgence de se mettre à des entretiens sur le développement du réseau- super- Euro avec une EU-MENA-Connection tel que proposé. Ceci faciliterait l’intégration optimale de toutes les sources renouvelables de l’Europe avec celles du MENA. L’initiation de l’EU-MENA-Connection pour la transmission de l’énergie propre à partir des déserts à l’Europe créerait une poussée d’investissements dans des sources renouvelables dans les pays du MENA et donnerait accès à l’électricité bon marché et propre pour l’Europe. La construction de réseaux- CCHT pour les premiers 10 GW, telle qu’écrite dans le scénario- TRANS-CSP, coûterait d’environ 5 milliards d’euros. Si l’EU-MENA-Connection commence par la transmission vers 2020, il faut que les entretiens à l’intérieur de l’UE et ceux avec les gouvernements du MENA (peut-être dans le cadre du partenariat- Barcelone) commencent si vite que possible.
En comparaison de la puissance de nouvelles centrales intérieures à fossiles et nucléaires, la puissance solaire de l’Afrique du Nord sera moins chère aux pays de l’Europe du Sud tels que l’Espagne et l’Italie si l’on commencera par la transmission en 2020. La réduction de coûts étant progressant et le réseau –EU-MENA s’étendant, ceci sera le cas dans la plupart des autres pays européens ultérieurement en 2030. La Connexion- EU-MENA réduisant les coûts de puissance telle que recherchée dans le scénario- TRANS-CSP exigera un investissement de 45 milliards d’euros jusqu’à 2050, et fournira des économies annuelles de 10 milliards d’euros. Un coût mince de l’électricité des déserts deviendra l’option la moins chère et la construction de l’EU-MENA-Connection paraîtra une nécessité pour les économies européennes.
En plus de ces mesures supportant directes la TREC présente deux projets pour aider à baisser les coûts de la CSP et à soulager des problèmes sociaux et politiques pressants en même temps. Les deux projets sont techniquement possibles, mais ils exigent un soutien financier et politique :
- Gaza Solar & Water Project : Construction de centrales thermiques solaires pour la génération d’électricité (1 GW en totalité) et le dessalement d’eau de mer combinés. Ces centrales feraient partie d’un programme de réhabilitation internationale de la bande de Gaza, et pourraient être construites dans la région littorale du Sinaï égyptien. Avec une installation de conduites d’eau et de lignes électriques destinées à la bande de Gaza, elles fourniraient un approvisionnement à 2-3 millions de personnes. Ce projet pourrait devenir le tournant des problèmes sociaux et économiques actuellement désastreux de la bande de Gaza, des conflits régionaux sur l’eau et du processus de paix bloqué entre Israël et la Palestine. L’investissement total nécessaire est estimé à environ 5 milliards d’euros[18],[19].
- Sana’a Solar Water Project : La construction de centrales de dessalement et d’électricité près de la mer Rouge pour la capitale Yéménite Sana qui se trouve devant l’épuisement de ses réserves en eau souterraine d’ici 15 ans. Ces centrales, actionnées par l’énergie solaire, fourniraient de l’eau douce pour Sana’a et produiraient la puissance électrique nécessaire pour le pompage de cette eau, par un pipeline vers la ville située à une altitude de 2 200 mètres. Ce projet- Sana’a pourrait éviter un désastre humanitaire et des troubles sociaux surgissant au Yémen, et sauverait un héritage culturel d’une importance mondiale. Déplacer une population de 2 millions de personnes vers de nouveaux lieux habitables coûterait d’environ 30 milliards d’euros. Cette solution coûte beaucoup plus cher que les 5 milliards d’euros nécessaires pour le projet alternatif. : laisser rester la population sur place en Sana’a et construire des centrales thermiques solaires et un pipeline à leur approvisionnement d’eau[20],[21].

Vers le milieu du XXIe siècle, les pays du MENA pourraient avoir fait progresser l'utilisation de leurs déserts comme sources inépuisables d'énergie propre utilisable sur place et à vendre aux pays européens, en contribuant ainsi à diminuer les émissions des gaz à effets de serre à un niveau soutenable pour la planète. Le scénario des rapports du DLR, estime pouvoir réduire les émissions de CO2 issues de la génération d’électricité de 70 %, tout en permettant de sortir du nucléaire, ceci avec des coûts d’électricité qui baisseront à long terme,.
Des investisseurs spécialistes de l'électricité tels que le Français EDF, L'italien Enel, l'espagnol Red Electrica, ainsi que des entreprises marocaines, tunisiennes et égyptiennes,s’intéresseraient au projet solaire Desertec   selon le quotidien allemand Handelsblatt en septembre 2009.

## Critiques
Les centrales thermosolaires consomment des quantités appréciables d'eau douce, une denrée rare en zone aride.
Ces centrales conduisent à diminuer l'albédo du désert, d'où un forçage radiatif positif contribuant au réchauffement.
Le stockage thermique implique de recourir à des quantités énormes de sels fondus (nitrates etc.) issus de la chimie lourde
En France, ces installations sont classées SEVESO.
DESERTEC implique un mode de production très centralisé de l'énergie.
Chakib Khelil, Ministre algérien de l'énergie a déclaré :
" Je n'ai aucune idée sur ce projet et je ne peux faire aucune réflexion. Ce projet n'a jamais été présenté au ministère ni aux entités concernées. Donc nous n'avons pas d'opinion sur ce projet  (...) S'il s'agit uniquement d'implanter des panneaux sur notre sol et exporter de l'énergie solaire vers leurs pays, nous ne sommes pas intéressés " (...)

Stephan Kohler, directeur de l’agence allemande de l’énergie (DENA) :
« La construction de centrales solaires en Afrique du Nord est judicieuse. Le transport de l’électricité sur 3 500 km vers l’Allemagne l’est beaucoup moins. On a besoin de cette énergie sur place »
Hermann Scheer, prix Nobel alternatif qui est à l'origine des lois allemandes sur les énergies renouvelables, considère ce projet comme dangereux et inutile étant donné que l'Europe a assez de sources renouvelables à exploiter sur son sol, ceci à un coût inférieur.
Gregor Czisch, expert des énergies renouvelables, souligne que le kWh solaire thermique coûte très cher. Il indique que le coût actuel du kWh des centrales du sud de l'Espagne est de 23 centimes (l'Espagne, pays champion du monde au niveau croissance du thermosolaire a mis en place un tarif de rachat à 26 centimes qui a attiré moult investisseurs) , et que le kWh des centrales thermosolaires sahariennes sera de l'ordre de 16 centimes, soit beaucoup plus que le kWh éolien (6 à 7 centimes) ou les kWh nucléaire à 5,5 centimes et hydroélectrique (moins de 3 centimes).
Franz Alt, auteur et journaliste allemand qui a reçu de nombreux prix prestigieux : "En Allemagne, il y a 20 millions de bâtiments sur lesquels l'énergie solaire peut être produite. Pourquoi ce détour par l'Afrique ? (...) Construire des centrales solaires dans le Sahara a du sens pour alimenter Le Caire, Alexandrie, Tunis ou Alger,  mais en Europe, une combinaison de toutes les sources renouvelables locales est meilleur marché que d'importer de l'électricité thermosolaire d'Afrique du nord."
L'Union africaine rejette ce projet car il conduit à la division en deux de l'Afrique et est perçu comme une nouvelle initiative néo-colonialiste.
L'importation d'électricité est risquée lorsque des considérations politiques sont en jeu. Mais contrairement au pétrole (oléoducs, pétroliers), au gaz (gazoducs) ou encore à l'uranium que l'on est obligé d'importer et qui sont des ressources limitées, l'énergie solaire est illimitée : les tensions sur la ressource sont donc nulles.  Il existe cependant de fortes barrières politiques : la mise en place de ce concept implique une coopération entre les pays européens (la France favorise la production d'énergie nucléaire) et les pays du MENA.
La mise en place de ce concept serait plus facile à l'intérieur d'une confédération d'États (Australie ou États-Unis). En l'occurrence l'Organisation pour la recherche scientifique et industrielle du Commonwealth affirme que d'un point de vue théorique, purement technique, l'approvisionnement en électricité de l'Australie pourrait se faire intégralement à partir de centrales solaires thermiques. En Californie, les centrales solaires ont montré qu'elles fonctionnaient sur le plan technique au cours des 15 dernières années mais les coûts restent très élevés. Sans subventions, les projets disparaissent.
Dr Hadroug Nasser, membre de TREC Royaume-Uni et DESERTEC Royaume-Uni, et auteur du livre "Sahara Green" (2002) : « Le projet DESERTEC peut permettre à l'Afrique d'améliorer son approvisionnement en électricité, créer beaucoup d'emplois dans cette région, permettre aux entreprises locales de développer un savoir-faire dans les énergies solaire/éolienne/biomasse/hydrogène, le dessalement d'eau de mer, et la permaculture, si les multinationales initiatrices de ce projet d'envergure mondiale y prévoient un transfert de technologies profitable aux pays propriétaires de ces déserts. DESERTEC n'a pas prévu cette coopération trans-méditerranéenne gagnant-gagnant. SaharaGreen, dont la vision est "Reverdir les Déserts" existe depuis 1928 et l'a intégré.»